# Четири блондинки
Четири блондинки е книга, написана от Кандис Бушнел (авторката на „Сексът и градът“). Публикувана е за първи път през 2001 година.

## Сюжет
Внимание:  Текстът по-долу разкрива сюжета на произведението (или части от него)!
Разказва се за четири жени. Първата е красива манекенка, която си осигурява ежегодно безплатно летуване с богатите си любовници в престижен курорт. Накрая разбира, че без проблем може да си намери мъж за лятото, но не и да получи онова, което наистина иска.
Втората е популярна авторка на колона в списание и води привидно щастлив брачен живот с известен журналист, докато това не се променя една вечер. Третата е Пепеляшка, вече омъжена за принца (действително от кралско потекло) и превърната в „трофейна съпруга". Тя затъва в параноя, но успява да вземе живота си в свои ръце и да открие собственото си място в реалния свят.
Четвъртата е писателка, която се страхува, че биологичното ѝ време да си намери съпруг изтича и заминава за Лондон.